# علي ناصر القردعي
علي بن ناصر بن مسعد القردعي المرادي  شيخ مشائخ قبيلة مراد وشاعر أدبي وأحد قادة ثورة الدستور اليمنية عام 1948 م تمكن من اغتيال الإمام يحيى حميد الدين في 17 فبراير 1948 في كمين نصبه في منطقة حزيز جنوبي صنعاء بطلقة نارية أردت الإمام قتيلا 

## نشاته
ولد عام 1885م في محافظة مأرب بمديرية رحبة. لم يتلق تعليما نظاميا للطبيعة البدوية التي كانت تسيطر على مختلف جوانب قبائل محافظة مأرب بشكل عام. واختلف مع والده الشيخ ناصر بن مسعد والذي تقول الكتب أنه أشترك في حروب الإمام لضم قبائل البيضاء. ونصب على ناصر القردعي شيخاً لمشائخ مراد عام 1925م. قام الإمام يحيى حميد الدين باعتقال ستين جمالا (راعي إبل) من قبيلة مراد وزج بهم في السجن وطلب من الشيخ علي رهائن من مراد ليفرج عن الجمالة.

## عزل القردعي
أرسل الإمام رسولا يدعى شديق الخولاني طالبا إياه إجابة الإمام في صنعاء، توجه القردعي إلى صنعاء وسجن فور وصوله بتهمة الخيانة والخروج على الإمام. عين الإمام الجابي محمد الكحلاني واليا على حريب وأرسل الجيش الإمامي للاستقرار فيها. وصلت الأخبار إلى الشيخ علي في السجن فحاول الهرب إلى أن رجله كسرت خلال المحاولة. فطلب من الإمام إخراجه فكان رد الإمام: «لن تخرج إلا لخزيمة» وخزيمة هي أحد مقابر صنعاء. استطاع الشيخ تمرير رسالة إلى أخيه أحمد في حريب طالبا منه قتل الكحلاني وبالفعل توجه أحمد القردعي بقوة قبلية من مراد وقتل الكحلاني , فأرسل الإمام يحيى جيشا من القبائل إلى مارب  فأسرت 120 من شيوخها وأرسلتهم إلى رداع. زاد ذلك من غضب الشيخ علي ناصر القردعي وطلب مساعدة من رفيقه في السجن علي الحميقاني والذي مرر رسالة للخارج يطلب فيها أدوات تساعده على الهرب من السجن. تم إرسال الأدوات المطلوبة مع شخص يدعى «المدعي» كما ذكر في زامل الحميقاني:
تسلم القردعي الأدوات وأنتظر فترة دخول السجانين لزنزانته لتقديم السحور فضرب الحارس وسلب مفاتيحه وتسلق سور السجن هو ورفيقه علي الحميقاني وكانت قد شاهدتهم شوامخ بنت الامام يحيى وهم يهربون ومن ثم وتوجها نحو مديرية خولان وبقى مختبئين لمدة ثلاثة أيام حتى استطاعوا الخروج نحو بيحان حيث يتواجد أخوه أحمد القردعي.
و أنشد القردعي يقصد شوامخ بنت الامام قائلا حين وصل بيحان:

## مأمورية شبوة
بعد أن علم الإمام بموقع القردعي أرسل جيشا ضد مراد وأخضعها فأستمال الشيخ القردعي الإمام يحيى بقصيدة فعين له الإمام مرتبا ولكن علاقتهم كان يشوبها الجفاء وأصدر الإمام عفوا عن الشيخ القردعي وأمره بمهاجمة شبوة التي كانت خاضعة للمستعمر الإنجليزي بحجة تحريرها رغم أن الإمام نفسه هو من سجن القردعي لمهاجمته محمية بيحان، إذ كان هذا التكليف خطة من الإمام للتخلص من القردعي عن طريق زجه في قتال ضد الإنجليز. لم يكن أمام القردعي سوى التوجه نحو شبوة أو العودة إلى السجن فتوجه بقوة قبلية صغيرة لم تكن ندا للإنجليز فهرب متجه نحو منطقة البيضاء
. إلا أن القردعي أراد أن يضعف موقف الإمام أمام القبائل والإنجليز فشرط التراجع بأن يتسلم تفويضا من الإمام يأمره بالانسحاب وبالفعل أرسل الإمام تفويضا يأمر القردعي بالانسحاب. وفي هذا قال القردعي:

## ثورة الدستور
اجتمع القردعي بعدد من المطالبين بالإصلاح سريا في صنعاء كان من بينهم إبراهيم حميد الدين نجل الإمام يحيى والذي كان معارضا لسياسة أبيه ومؤيدا لحركات الإصلاح. توصل الاجتماع بضرورة التخلص من الإمام يحيى حميد الدين وطلب القردعي فتوى تبيح قتله ودعمها قبليا حتى إذا ما أراد أبناء الإمام الانتقام لا يقع الحمل كله على قبيلته مراد بل القبائل كلها. نصب القردعي كمينا للإمام في منطقة حزيز جنوبي صنعاء حيث أحد إقطاعيات الإمام ووزع رفاقه على سفوح الجبال المحاذية لحزيز. وضع القردعي ورفاقه حجارة في الطريق المؤدية لمقصد الإمام، فخرج حرس الإمام من السيارة لإزالتها فأطلق رفاق القردعي النار عليهم وأقتنص القردعي رأس الإمام فخر صريعا من فوره. قام الإمام أحمد حميد الدين بثورة مضادة مؤيدة بدعم عدد من القبائل الموالية له ولحكم بيته استطاعت إفشال الثورة وقتل رموزها وكان منهم الشيخ علي ناصر والذي قتل في مديرية خولان.